# Harald von Petrikovits
Harald von Petrikovits (* 8. August 1911 als Harald Friedrich Albert von Petrikovits in Römerstadt; † 29. Oktober 2010 in Bonn) war ein deutscher Provinzialrömischer Archäologe.

Harald von Petrikovits studierte Klassische Archäologie, Alte Geschichte und Klassische Philologie an der Universität Wien, vor allem bei Josef Keil und Rudolf Egger. Dort wurde er mit einer ungedruckt gebliebenen Arbeit Zur Religionsgeschichte der Adrialänder in römischer Zeit promoviert. Seine ersten Arbeiten beschäftigten sich mit der römischen Religionsgeschichte. Es folgten Ausgrabungstätigkeiten in Kärnten und Oberösterreich. Im Jahr 1935 kam er nach Deutschland und wurde im selben Jahr bei der Römisch-Germanischen Kommission des Deutschen Archäologischen Instituts tätig und war seit 1936 wissenschaftlicher Mitarbeiter am Rheinischen Landesmuseum Bonn. Im Zweiten Weltkrieg geriet er in sowjetische Kriegsgefangenschaft und musste in einem Steinbruch arbeiten. Seit 1951 war er wieder am Bonner Landesmuseum tätig. Von Oktober 1958 bis August 1973 war er dessen Direktor. Die Hauptaufgabe als Leiter war der Wiederaufbau der im Krieg zerstörten Teile des Museums. Die Institution wurde unter seiner Leitung europaweit führend für die römische Archäologie. Seit 1961 lehrte er als Honorarprofessor für Provinzialarchäologie und Geschichte der Rheinlande in römischer Zeit an der Universität Bonn.
Seine Forschungsschwerpunkte waren Archäologie, Geschichte und Kultur der römischen Provinzen. Mit seiner Darstellung Das römische Rheinland. Archäologische Forschungen seit 1945  legte er einen Überblick in die Militär-, Siedlungs-, Wirtschafts- und Religionsgeschichte des römischen Niedergermanien vor. Für Paulys Realencyclopädie der classischen Altertumswissenschaft verfasste er Artikel über den Kaiser Macrinus oder über das Legionslager Vetera bei Xanten. Er begründete die Schriftenreihe „Epigraphische Studien“. Petrikovits arbeitete bis an sein Lebensende an einer römischen Kulturgeschichte.
Für seine Forschungen wurden Petrikovits zahlreiche wissenschaftliche Ehrungen und Mitgliedschaften zugesprochen. Petrikovits war Mitglied der Römisch-Germanischen Kommission, des Deutschen und des Österreichischen Archäologischen Instituts, der Heidelberger Akademie der Wissenschaften, der British Academy sowie der Nordrhein-Westfälischen Akademie der Wissenschaften. Petrikovits war Träger des Bundesverdienstkreuzes, des Verdienstordens des Landes Nordrhein-Westfalen und Ehrenmitglied des Bonner Kunstvereins. Die Universität Würzburg verlieh ihm die Ehrendoktorwürde.

## Schriften (Auswahl)
- mit Rudolf Stampfuß: Das germanische Brandgräberfeld Keppeln, Kr. Kleve (= Quellenschriften zur westdeutschen Vor- und Frühgeschichte. Bd. 3, ZDB-ID 528296-2). Kabitzsch, Leipzig 1940 (Nachdruck. Habelt, Bonn 1971).
- Novaesium. Das römische Neuß (= Führer des Rheinischen Landesmuseums in Bonn. Bd. 3, ZDB-ID 740055-x). Böhlau, Köln u. a. 1957.
- Die Legionsfestung Vetera II. In: Bonner Jahrbücher. H. 159, 1959, S. 89–133.
- Das römische Rheinland. Archäologische Forschungen seit 1945 (= Veröffentlichungen der Arbeitsgemeinschaft für Forschung des Landes Nordrhein-Westfalen. H. 86). Westdeutscher Verlag, Köln u. a. 1960, doi:10.1007/978-3-663-02151-3.
- Die römischen Streitkräfte am Niederrhein (= Kunst und Altertum am Rhein. Führer des Rheinischen Landesmuseums in Bonn. Bd. 13, ISSN 0075-725X). Rheinland-Verlag, Düsseldorf 1967.
- Die Innenbauten römischer Legionslager während der Prinzipatszeit (= Abhandlungen der Rheinisch-Westfälischen Akademie der Wissenschaften. Bd. 56). Westdeutscher Verlag, Opladen 1975, ISBN 3-531-09056-9.
- Beiträge zur römischen Geschichte und Archäologie. 2 Bde. Rheinland-Verlag, Bonn 1976–1991, (Gesammelte kleine Schriften);
  - Band 1: 1931–1974 (= Bonner Jahrbücher. Beihefte. Bd. 36). 1976, ISBN 3-7927-02889-4;
  - Band 2: 1976–1991 (= Bonner Jahrbücher. Beihefte. Bd. 49). 1991, ISBN 3-7927-1222-9.
- Die Rheinlande in römischer Zeit. Mit einem Überblick über die rheinische Urgeschichte. 2 Bände. Schwann, Düsseldorf 1980, ISBN 3-590-34205-6.
- Die römischen Provinzen am Rhein und an der oberen und mittleren Donau im 5. Jahrhundert n. Chr. Ein Vergleich (= Sitzungsberichte der Heidelberger Akademie der Wissenschaften. Philosophisch-Historische Klasse. 1983, 3). Winter, Heidelberg 1983, ISBN 3-533-03464-X.

Siehe das vollständige Schriftenverzeichnisse in Beiträge zur römischen Geschichte und Archäologie. Band 1: 1931–1974. 1976, S. 658–666 und Band 2: 1976–1991. 1991, S. 357–359.